# Heleno de Freitas
Heleno de Freitas   (São João Nepomuceno, 12 de febrer de 1920 - Barbacena, 8 de novembre de 1959) fou un futbolista brasiler de la dècada de 1940.
Passà la major part de la seva carrera a Botafogo, on marcà 209 gols. També jugà a Boca Juniors, Vasco, América i Santos.

## Referències

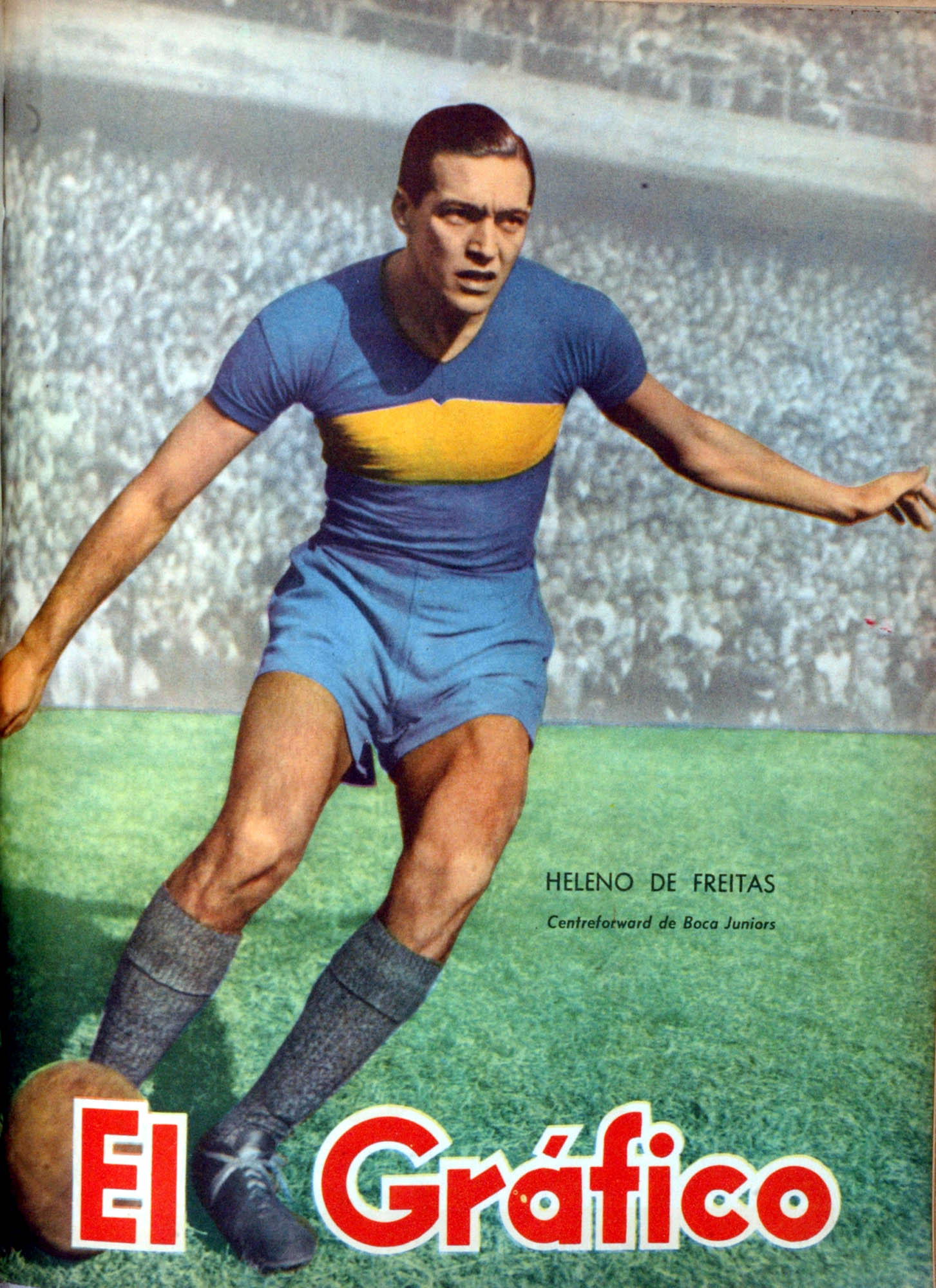
Heleno de Freitas a Boca Juniors.